# 周智寿
周智寿（?—?），《新唐书》作同蹄智寿，雍州同官县（今陕西省铜川市）人。
他的父亲在唐高宗永徽初年被族人周安吉所害。周智寿与弟弟周智爽在途中等候周安吉，将他击杀。兄弟一起到县里自首，争着说自己是主谋，官司经历数年不能决。乡人有人证明周智爽是首谋，最后伏诛。临刑神色自如，看着观刑者说：“父仇已报，死又何恨！”周智寿在路上自投于地，流血遍体。为周智爽收尸，舔周智爽之血，将其食尽，见者莫不伤悲。